# Annales Cambriae
Pour les articles homonymes, voir Annales (homonymie).

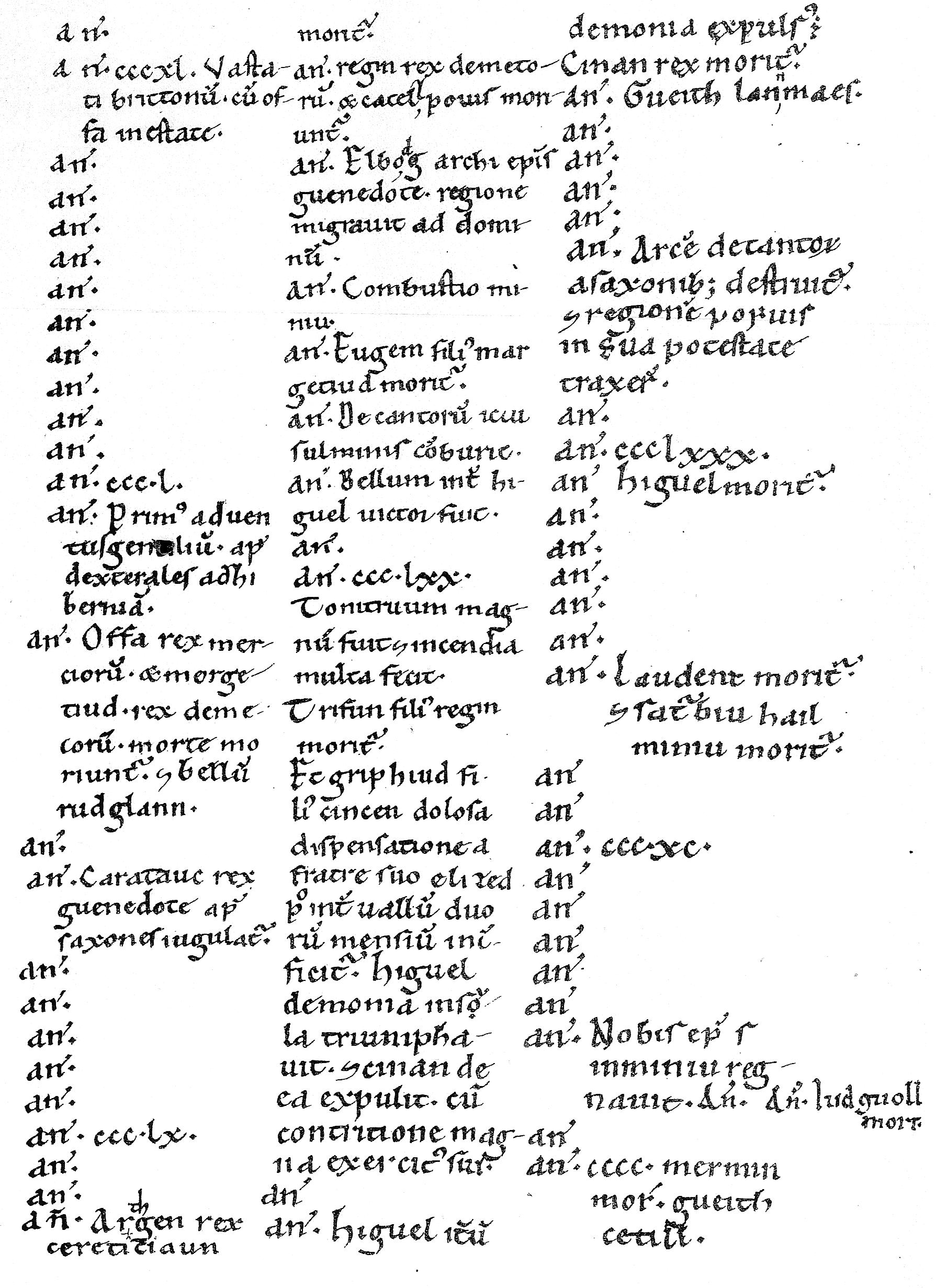
Une page du manuscrit A des Annales Cambriae.

Les Annales Cambriae sont un ensemble, compilé à partir de diverses sources , de chroniques galloises, rédigées en latin à St David's, dans le royaume de Dyfed, au plus tard au Xe siècle. Le texte est cependant une réécriture datant du XIIe siècle. Malgré leur nom, les Annales Cambriae ne traitent pas seulement du pays de Galles, mais également d'événements survenus en Irlande, en Cornouailles, en Écosse et en Angleterre, voire au-delà.

## Manuscrits
Les Annales Cambriae existent en cinq versions, préservées dans quatre manuscrits.
La version A apparaît dans le MS. Harley 3859 (folios 190r-193r), conservé à la British Library de Londres. Cette version, dépourvue de titre, est insérée au milieu d'un manuscrit de l'Historia Brittonum, où elle est directement suivie d'une généalogie d'Owain ap Hywel (mort en 988). Ses annales n'offrent pas de chronologie explicite, mais elles semblent couvrir approximativement les années 445 à 977. La dernière entrée est pour l'année 954, et il est donc probable que le texte date de la seconde moitié du Xe siècle. Il est le seul à avoir bénéficié d'une édition complète (Phillimore, 1888).
La version B, intitulée Annales ab orbe condito adusque A.D. 1286, apparaît dans le MS. E.164/1 (K.R. Misc. Books, Series I, p. 2-25), conservé au Public Record Office de Londres. Elle a été rédigée à la fin du XIIIe siècle, probablement à l'abbaye cistercienne de Neath.
La version C, intitulée Annales ab orbe condito adusque A.D. 1288, apparaît dans le MS. Cotton Domitian A.i (folios 138r-155r), conservé à la British Library de Londres. Elle fait partie d'un livre rédigé à St David's et date également de la fin du XIIIe siècle.
Les versions B et C débutent avec une chronique mondiale provenant des Origines d'Isidore de Séville, par l'intermédiaire de la Chronica minora de Bède le Vénérable. Après 457, la version B est presque entièrement identique à la version A jusqu'à la fin de ce dernier, et après Héraclius (610-641), le texte de la version C rejoint également celui de la version A jusqu'à la fin de ce dernier. Toutefois, il apparaît clairement que la version A ne constitue pas la source commune des versions B et C. ces versions divergeant après 1203 : les entrées du texte C deviennent moins nombreuses et moins longues.
La version D, intitulée Cronica ante aduentum Domini apparaît dans le MS. 3514 (p. 523-528), conservé à la Cathedral Library d'Exeter. La version E, ou Cronica de Wallia, apparaît dans le même manuscrit (p. 507-519), rédigé à l'abbaye cistercienne de Whitland, dans le sud-ouest du Pays de Galles, à la fin du XIIIe siècle. La Cronica ante aduentum Domini couvre les années 1132-1285, tandis que la Cronica de Wallia couvre la période 1190-1266.

## Source pour la légende arthurienne
Le roi Arthur est mentionné dans deux entrées des Annales, et Medraut et Myrddin dans une chacun :

« Année 72 (v. 516) La bataille de Badon, durant laquelle Arthur porta la croix de notre Seigneur Jésus-Christ sur ses épaules pendant trois jours et trois nuits et les Bretons furent vainqueurs. »

« Année 93 (v. 537) La lutte de Camlann où tombèrent Arthur et Medraut [et il y eut des morts en Bretagne et en Irlande]. »

 (Le texte entre crochets est absent de B et C.)

« Année 129 (v. 573) La bataille d'Arfderydd [entre les fils d'Elifer, et Guendoleu fils de Keidau ; durant laquelle bataille Guendoleu tomba ; et Merlin (Merlinus) devint fou.] »

 (La bataille s'appelle Armterid dans A, Erderit dans B et Arderit dans C ; le texte entre crochets n'apparaît que dans B.)
Par le passé, ces entrées ont été considérées comme des preuves de l'existence historique d'Arthur et de Merlin, une thèse largement abandonnée à présent. Certains affirment que toutes les autres personnes mentionnées dans les Annales ont vraiment existé, ce qui prouverait l'historicité d'Arthur, Merlin et Mordred. Cependant, ces entrées ont pu être ajoutées tardivement, à une époque où la légende arthurienne était déjà développée, remettant en cause la fiabilité de cette légende.